# Lachnocladium brasiliense
Lachnocladium brasiliense är en svampart som först beskrevs av Joseph-Henri Léveillé, och fick sitt nu gällande namn av Narcisse Theophile Patouillard 1902. Lachnocladium brasiliense ingår i släktet Lachnocladium och familjen Lachnocladiaceae.   Inga underarter finns listade i Catalogue of Life.